# Канадзакі Му
Му Канадзакі (яп. 金崎夢生, нар. 16 лютого 1989, Цу) — японський футболіст, півзахисник клубу «Касіма Антлерс».
Виступав, зокрема, за клуби «Ойта Трініта» та «Портімоненсі», а також національну збірну Японії.
Чемпіон Японії.

## Клубна кар'єра
У дорослому футболі дебютував 2007 року виступами за команду клубу «Ойта Трініта», в якій провів два сезони, взявши участь у 74 матчах чемпіонату. Більшість часу, проведеного у складі «Ойта Трініта», був основним гравцем команди.
Своєю грою за цю команду привернув увагу представників тренерського штабу клубу «Нагоя Грампус», до складу якого приєднався 2010 року. Відіграв за команду з Нагої наступні два сезони своєї ігрової кар'єри. Граючи у складі «Нагоя Грампус» також здебільшого виходив на поле в основному складі команди.
У 2013 році уклав контракт з клубом «Нюрнберг», у складі якого провів лише чотири гри у національній першості. 
З 2013 року два сезони захищав кольори команди клубу «Портімоненсі». Тренерським штабом нового клубу також розглядався як гравець «основи».
З 2015 року захищає кольори команди клубу «Касіма Антлерс», спочатку на правах оренди, а у 2016 році уклав повноцінний контракт.

## Виступи за збірну
У 2009 році дебютував в офіційних матчах у складі національної збірної Японії. Наразі провів у формі головної команди країни 10 матчів, забивши 2 голи.

## Статистика
Статистика виступів у національній збірній
| Збірна Японії | Збірна Японії | Збірна Японії |
| Роки          | Ігри          | голи          |
| ------------- | ------------- | ------------- |
| 2009          | 1             | 0             |
| 2010          | 4             | 0             |
| 2011          | 0             | 0             |
| 2012          | 0             | 0             |
| 2013          | 0             | 0             |
| 2014          | 0             | 0             |
| 2015          | 1             | 1             |
| 2016          | 4             | 1             |
| Усього        | 10            | 2             |

## Титули і досягнення
- Чемпіон Японії (2):

«Наґоя Ґрампус»: 2010
«Касіма Антлерс»: 2016
- Володар Кубка Імператора Японії (1):

«Касіма Антлерс»: 2016
- Володар Кубка Джей-ліги (3):

«Ойта Трініта»: 2008
«Касіма Антлерс»: 2015
«Наґоя Ґрампус»: 2021
- Володар Суперкубка Японії (2):

«Наґоя Ґрампус»: 2011
«Касіма Антлерс»: 2017